# Parablastoïdeus
Els parablastoïdeus (Parablastoidea) són una classe d'equinoderms blastozous coneguts només pels seus fòssils, restringits a l'Ordovicià inferior i mitjà.

## Característiques
Els parablastoïdeus tenien braquíoles biseriades, simetria pentaradial ben desenvolupada i ambulacres composts de plaques biseriades.

## Taxonomia
La classe Parablastoidea inclou un sol ordre amb dues famílies:
- Ordre Parablastida
  - Família Blastocystidae Jaekel, 1918 †
  - Família Meristoschismatidae Sprinkle, 1973 †